# Château d'Havré
Ne doit pas être confondu avec Château de Beaulieu (Havré).
Le château d'Havré est un château situé en Belgique, au nord-est de la ville de Mons, dans l’ancienne commune d'Havré.

## Histoire
L'origine de ce château est très ancienne. En effet, même si son emplacement actuel n’est attesté qu’à partir de 1226, son emplacement stratégique bordé par la Haine et bien protégé par des marais était déjà connu depuis le XIe siècle par les comtes de Flandre et de Hainaut. 
En 1255, Ida de Mons se marie avec Englebert d’Enghien et ce sont les descendants de cette dernière famille qui seront les propriétaires du château jusqu’en 1423. Gérard d’Enghien le cédera ainsi que ses terres à Christophe d'Harcourt. Il passa ensuite par mariage sous le contrôle des familles de Dunan, de Longueville et de Croÿ.
En 1518,  le général Philippe II de Croÿ, illustre chef militaire de Charles Quint, devient propriétaire du château et est élevé peu de temps après à la charge de grand bailli du comté de Hainaut. Son fils, Charles-Philippe (1er septembre 1549 - Bruxelles † 25 novembre 1613 - en Bourgogne), qui fut élevé au titre de chevalier de l’Escurial, est connu pour son inconstance politique, mais aussi et surtout parce qu’après avoir été blessé d’un coup d’arquebuse, il fut soigné au château par Ambroise Paré, le célèbre chirurgien de Charles IX. 

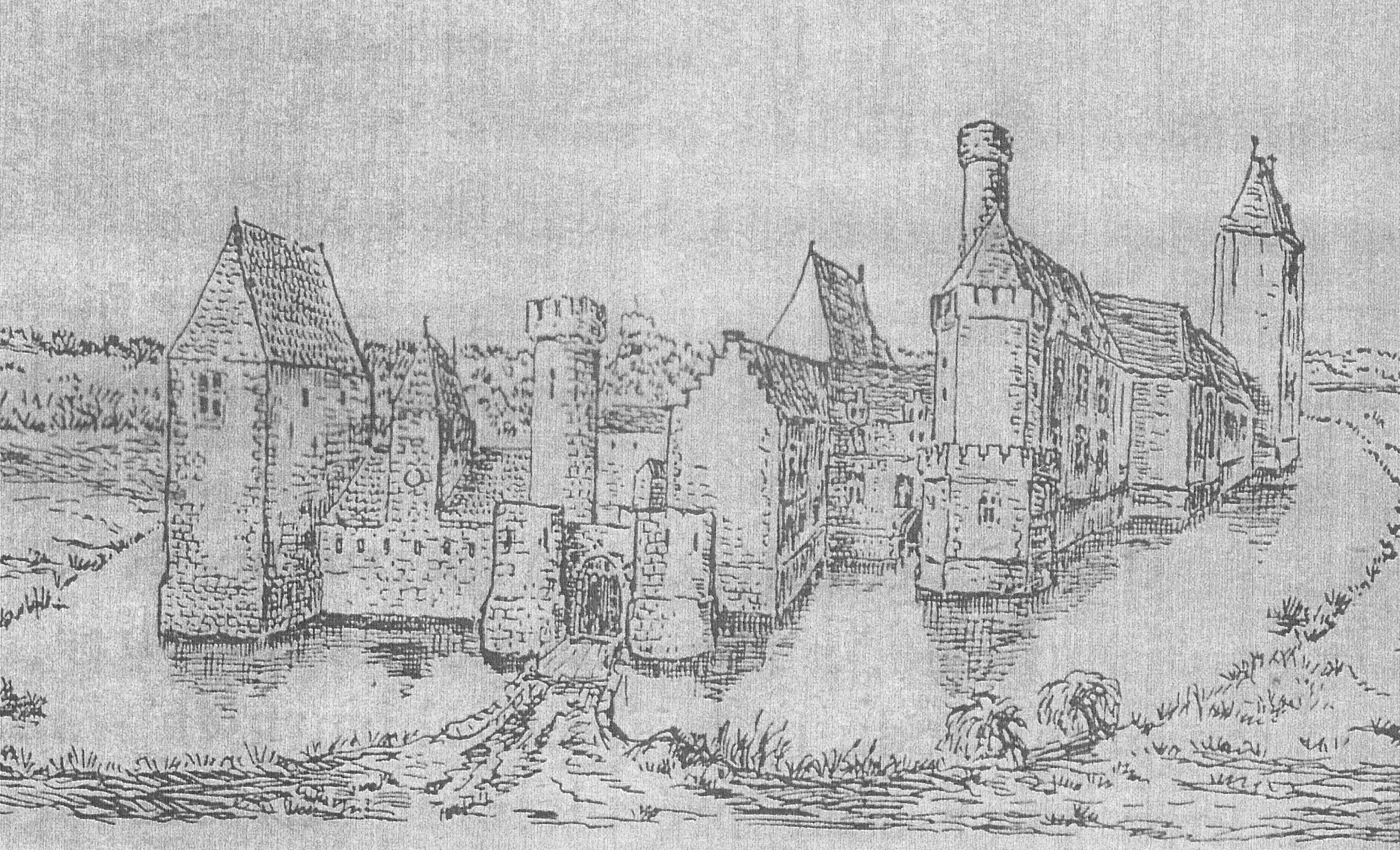
Le château d'Havré vers la fin du XVIe siècle.

En 1578, le château connut des périodes plus agitées lors des sièges que menèrent successivement contre lui les armées de don Juan et du duc d’Anjou et qu’il traversa sans grand dommage. Malheureusement en 1579 un incendie allait complètement le ravager et ne lui laisser que ses murs.
De 1601 à 1603, c’est Charles-Alexandre, duc de Croÿ, marquis d'Havré, qui allait restaurer le château et en faire un des magnifiques châteaux de plaisance de Belgique où de nombreuses têtes couronnées et des artistes illustres de l’époque aimaient séjourner.
Le château ne connut ces fastes que sur une période de moins d’un siècle. En effet, peu de temps après l’invasion française de 1792,  il fut rapidement vendu comme bien national. Malgré son rachat en 1807 par la famille de Croÿ, il fut peu à peu délaissé par celle-ci.
En 1930, l'irrémédiable se produisit. Une grande partie du château s'écroula, transformant l'édifice en "ruines historiques" que la commission des monuments et sites s'empressa de classer par Arrêté royal du 15 septembre 1936. 
De nos jours, l'association à but non lucratif "Les Amis du Château des Ducs d'Havré", créée en 1979, tente de sauvegarder le site; les salles du château peuvent être louées pour des mariages, des soirées, etc.

## Galerie

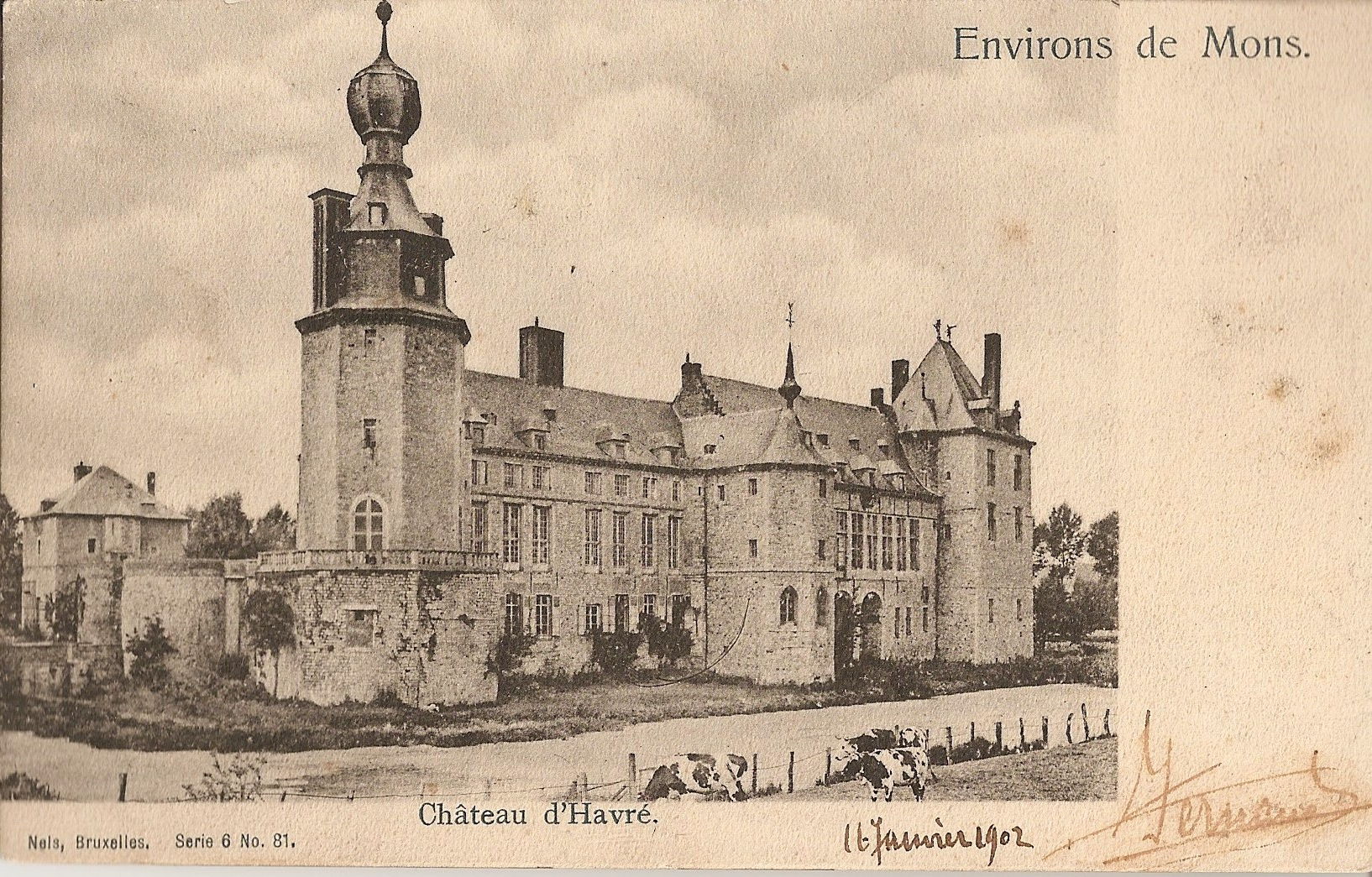
Le château d'Havré en 1902.
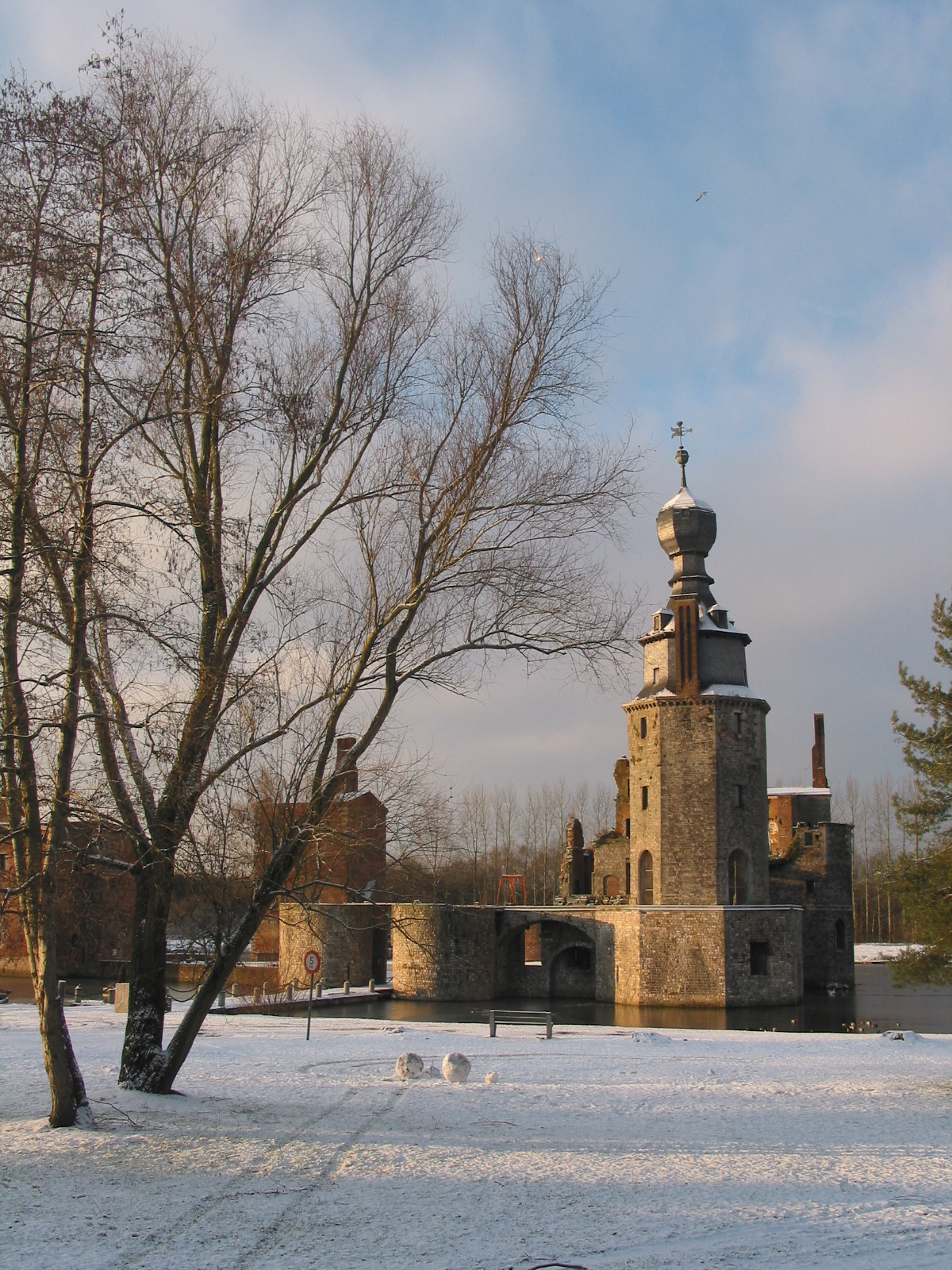
Hiver 2003
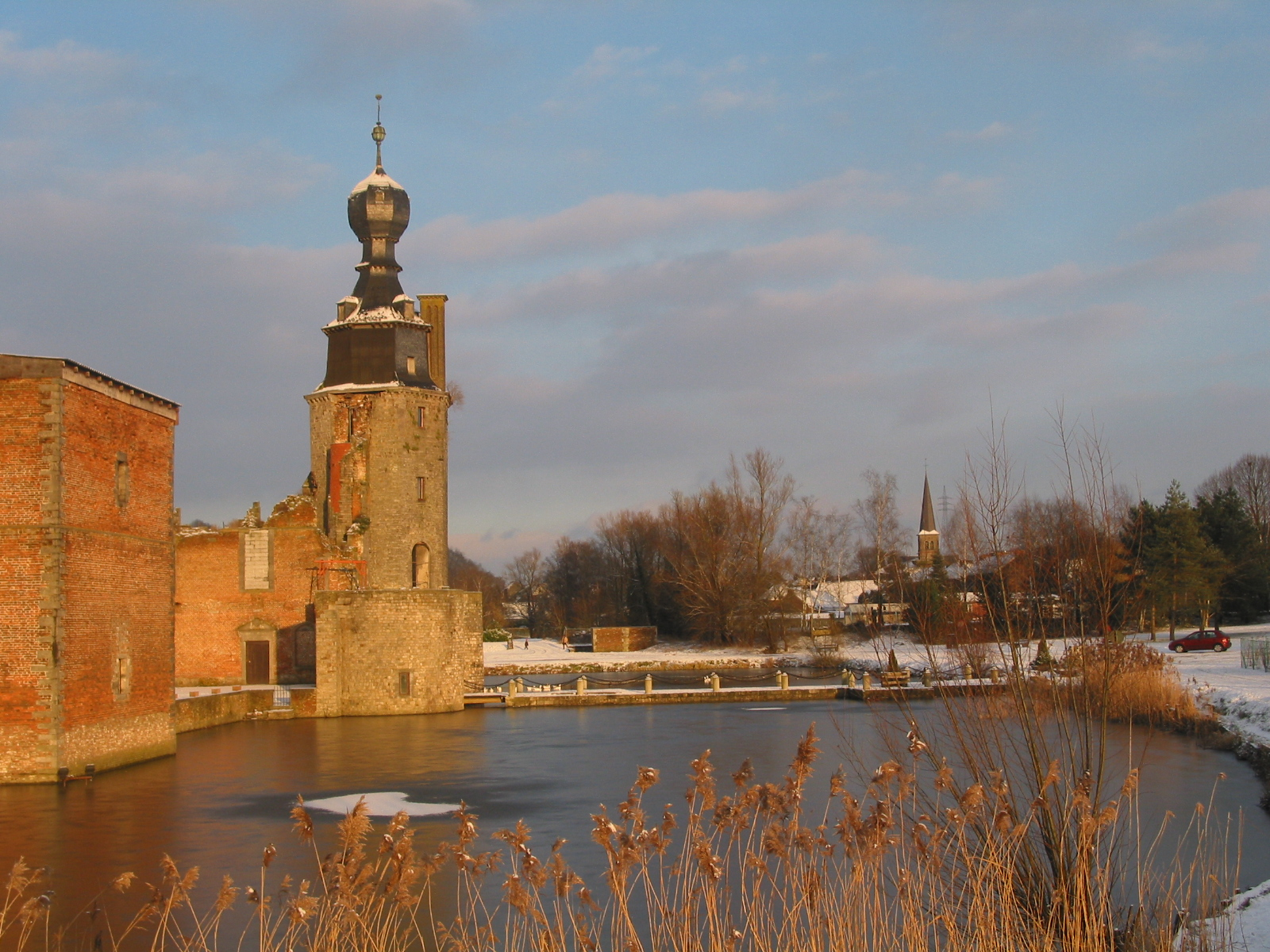
Hiver 2003
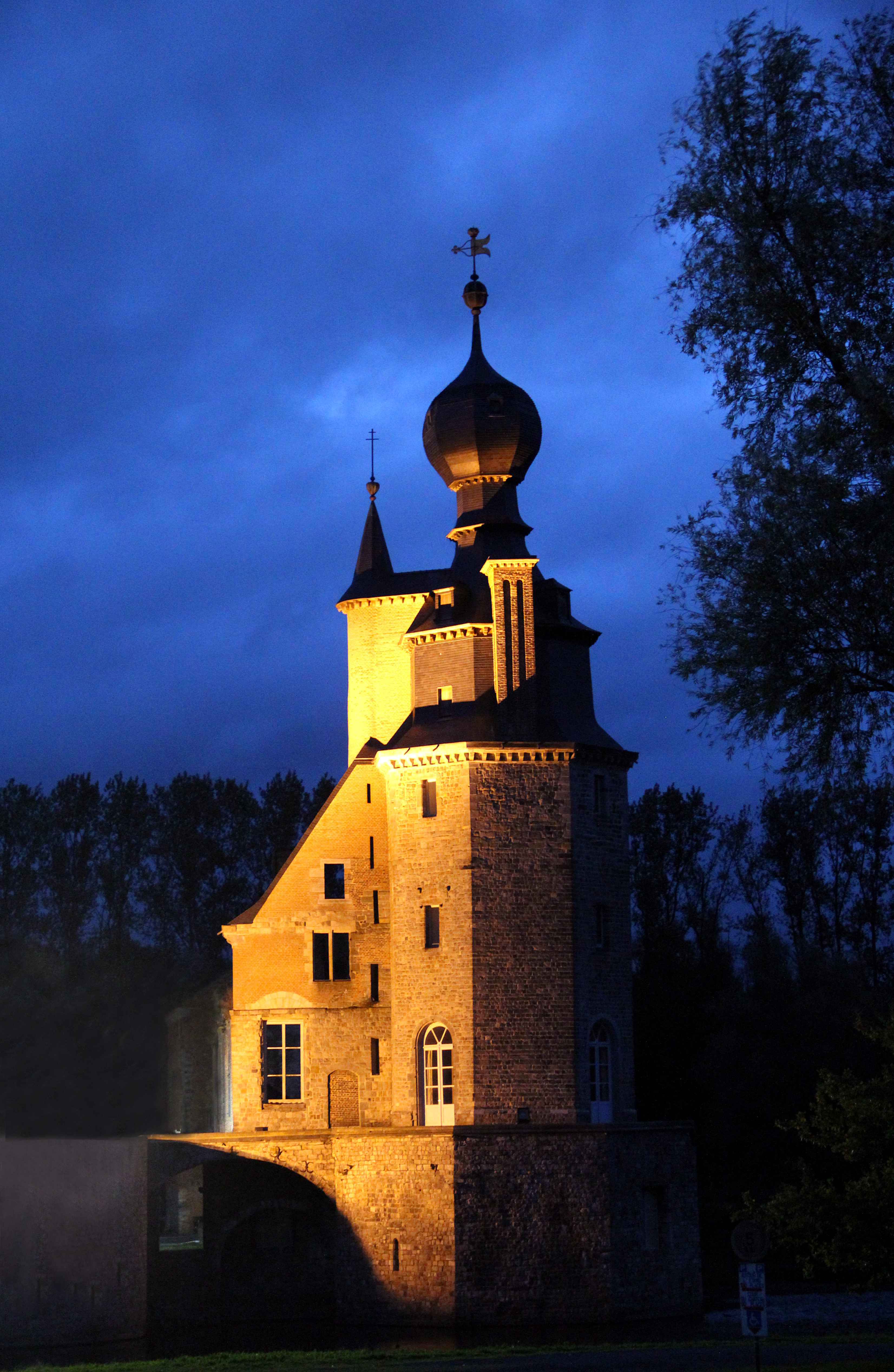
Le château d'Havré illuminé en 2024.